# BPitch Control

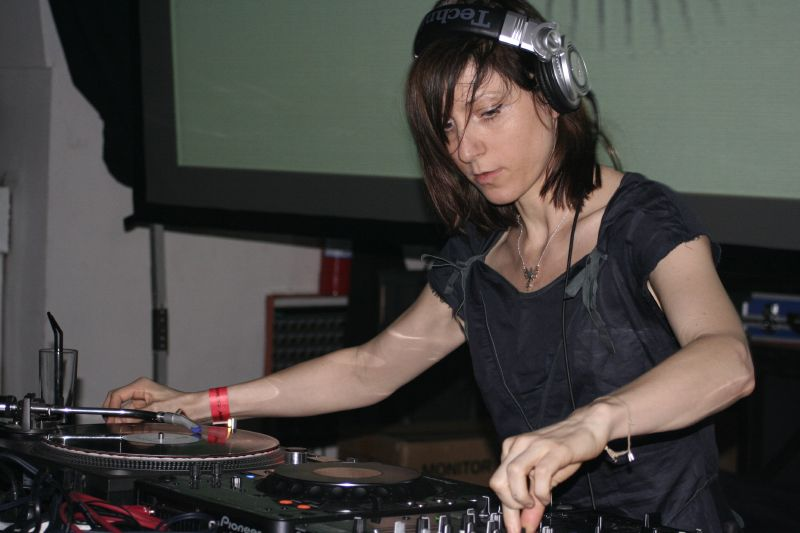
BPitch Control 창립자

BPitch Control은 독일의 테크노 레이블이다.

## 개요
1999년 베를린에서 디제이이자 프로듀서인 엘렌 알리엔에 의해 창설되었다.

## 소속 음악가
- 파울 칼크브레너
- 아파라트